# Giovanni Sollima
Giovanni Sollima (* 24. Oktober 1962 in Palermo) ist ein italienischer Cellist und Komponist. 

## Leben
Er entstammt einer angesehenen Musikerfamilie. Sein Vater, Eliodoro Sollima (1926–2000) unterrichtete als Pianist und Komponist am Konservatorium Palermo. Bei ihm erhielt Giovanni seinen ersten Kompositionsunterricht. Nach Cellostudien am Konservatorium Palermo studierte G. Sollima an der Musikhochschule Stuttgart Violoncello (Antonio Janigro) und Komposition (Milko Kelemen). Milko Kelemen sagte über seinen Schüler: „So ein Talent gibt es nur einmal in hundert Jahren.“
Mit seiner Schwester, der Pianistin Donatella Sollima (* 1959) bildete er ein erfolgreiches Duo. 1983 wurde das Sollima-Ensemble zusammen mit dem Flötisten Luigi Sollima gegründet.
Inzwischen tritt Giovanni Sollima hauptsächlich als Interpret eigener Werke an die Öffentlichkeit. Regelmäßig arbeitet er mit dem namhaften Minimalisten Philip Glass zusammen. Neben minimalistischen Einflüssen sind es vor allem tief empfundene Wurzeln in der Kultur seiner Heimat, die seinen originären, unverwechselbaren Kompositionsstil geprägt haben. Die Verwendung von elektronischen Effekten in Verbindung mit seinem Cellospiel geben seinen Konzerten ein eigenes Flair.